# Valpara albitarsus
Valpara albitarsus is een hooiwagen uit de familie Assamiidae.